# Senostoma brevipalpe
Senostoma brevipalpe är en tvåvingeart som först beskrevs av Macquart 1846.  Senostoma brevipalpe ingår i släktet Senostoma och familjen parasitflugor. Inga underarter finns listade i Catalogue of Life.